# Aziende industriali di Lugano
Aziende Industriali di Lugano (AIL SA) è una società per azioni svizzera, con sede legale a Lugano e principale sede operativa a Muzzano, che opera nella distribuzione al dettaglio di acqua, gas, energia elettrica e calore nel Canton Ticino. Il 100% delle azioni è detenuto dalla municipalità di Lugano, e la società ha un capitale sociale di 70 000 000 CHF.
Il bacino di utenza dichiarato copre un'area geografica che si estende dal Monte Ceneri al confine di stato di Novazzano, servendo oltre 70 comuni per più di 100 000 clienti.
Le Aziende Industriali di Lugano promuovono il fotovoltaico sul proprio tetto, l'impianto a cogenerazione per la produzione di acqua calda, riscaldamento e flotta aziendale alimentati a gas naturale. Le AIL SA sostengono associazioni di diversi settori, compreso lo sport.

## Storia
Le Aziende Industriali di Lugano nascono nel 1972 dalla fusione tra l'allora Officina Elettrica Comunale di Lugano (OECL) e l'Azienda comunale dell'acqua e del gas; nel giugno del 2000 diventano società per azioni con capitale interamente di proprietà della Città di Lugano.
Secondo la rivista di statistica di Repubblica e Canton Ticino, la trasformazione in SA delle AIL, evento di natura e portata definite "eccezionali", ha influito pesantemente sui dati economici e finanziari dei comuni del Cantone, ad esempio l'aumento delle entrate correnti per il 2000 "è riconducibile per i 4/5 (191,7 milioni di franchi) alla rivalutazione contabile" legata a quella operazione.

### Fornitura di elettricità
L'elettricità è stata erogata alla città di Lugano per la prima volta nel 1890, grazie alla centrale costruita da privati a Maroggia che sfruttava le acque della Val Mara (torrente Mara). L'OECL, impresa a carattere comunale, dopo aver costruito la prima rete per la distribuzione di energia ha ottenuto dal Canton Ticino la possibilità di sfruttamento delle acque della Verzasca. La centrale di Tenero e la linea di trasporto dell'energia venne completata nel 1908. Una centrale termica costruita in zona Cornaredo inaugurata nel 1919 si affiancava, in seguito, a quelle idroelettriche di Maroggia e Tenero per far fronte all'aumento di richiesta. La centrale termica è rimasta in servizio fino al 1966 e oggi lo stabile in cui era ubicata è stato trasformato e ospita sale cinematografiche.
Un ulteriore ampliamento della capacità di offerta si è reso possibile nel 1960 con la costituzione della Verzasca SA, con 1/3 del capitale azionario di proprietà del cantone Ticino e 2/3 della città di Lugano. Questo ha permesso l'innalzamento del bacino di raccolta e l'ampliamento della centrale di Tenero, messa in esercizio il 1º gennaio del 1967. Nello stesso anno veniva portata a termine l'operazione di cambio tensione (da 125 a 220 Volt), iniziata nel 1955.

### Fornitura di acqua
Nel 1894, grazie al completamento dell'acquedotto pubblico, giunse a Lugano l'acqua delle sorgenti del monte Tamaro, acquistate l'anno precedente dal Patriziato di Sigirino; si situa in quel periodo la nascita dell'Azienda comunale dell'acqua potabile. Nei decenni seguenti il comune di Lugano ha ampliato le fonti di acqua, acquistando ulteriori sorgenti nella regione del monte Gradiccioli. Il comprensorio è conosciuto come il demanio del Cusello.

### Fornitura di gas
È nel 1894 che venne costruita la prima officina per la fabbricazione del gas combustibile nella regione. Nel 1900 il comune di Lugano ha riscattato gli impianti di distribuzione e fabbricazione allora di proprietà privata. Fu poi edificata in zona Cornaredo, nel 1934, una nuova officina di produzione che funzionava a carbon fossile, sostituita 30 anni dopo, nel 1964 che utilizzava la benzina leggera come materia prima.
Negli anni settanta il fabbisogno in gas della cittadinanza era irrisorio e in quel periodo l'azienda stava per chiudere i battenti. La crisi energetica ha poi risvegliato l'interesse per il consumo di gas presso la cittadinanza e, nel corso del decennio successivo il consumo è cresciuto.

## Servizi correnti
Attualmente l'elettricità distribuita dalle AIL SA è per l'80% acquistata, per il restante 20% è di produzione propria, proveniente dalla centrale di Maroggia e da quella di Tenero. L'elettricità fornita è di tipo rinnovabile, proveniente per lo più dai rifiuti e una parte minore da fonti non rinnovabili e da vettori non omologabili. Circa 50 comuni sono serviti al dettaglio (108 000 clienti, il 90% costituiti da economie domestiche) attraverso una rete di distribuzione che conta più di 4000 km di cavi posati.
Attualmente l'acqua fornita da AIL SA proviene dalle falde acquifere (41%), dalle sorgenti (24%), dal Lago di Lugano (29%) e una piccola parte è acquistata (6%). L'acqua potabile viene captata in camere di raccolta, trattata con filtraggi, disinfettata e accumulata in serbatoi, per poi essere distribuita al dettaglio ai comuni di Lugano, Massagno, Pura e Cadempino, ad altri comuni all'ingrosso. Per legge una volta all'anno vengono pubblicate le analisi effettuate in laboratorio per verificare le caratteristiche dell'acqua distribuita. Oltre a fornire acqua potabile, le Aziende Industriali di Lugano forniscono anche acqua industriale, cioè acqua non potabile, utilizzata per impianti di raffreddamento di stabili commerciali e residenziali.
L'allacciamento al gasdotto della rete italiana SNAM, con la costruzione del gasdotto ad alta pressione Genestrerio-Cornaredo, ha reso inutile la fabbricazione in proprio della fonte energetica. Le Aziende Industriali di Lugano distribuiscono il gas naturale ad oltre 10.000 clienti, 30 comuni serviti al dettaglio e 4 aziende rivenditrici. Questa fonte energetica è utilizzata sia per riscaldamento di abitazioni (anche in cogenerazione o teleriscaldamento), che per uso di cucina. Il gas naturale è utilizzato anche come carburante.

## Energie termiche e rinnovabili
Le AIL SA sono attive nel settore delle Energie Termiche e Rinnovabili, e promuovono l'efficienza energetica e l'energia rinnovabile. La costruzione di reti di teleriscaldamento è uno tra i diversi ambiti di possibile interesse.

## Attività finanziarie
Nel 2006 le AIL hanno acquistato 577 000 azioni della Alpiq, società del medesimo settore energetico, al prezzo di 182 CHF cadauna; nel 2011 e nel 2012 la Alpiq ha assommato perdite per miliardi di franchi, il valore delle sue azioni è perciò sceso sino a poco più di 110 all'inizio del 2013. La Alpiq ha dovuto così scorporare e vendere aziende controllate.
Nel 2011 è fallita la Tecnopellet SA, di cui le AIL (attraverso AIL Servizi SA) erano azionista di maggioranza al 51%.